# Bettina Walker
Pour les articles homonymes, voir Walker.
Bettina (ou Bessie) Walker(1837 - 4 février 1893) est une pianiste et compositrice irlandaise.

## Biographie
Walker est née à Dublin, fille du médecin William Augustus Walker, mort en 1838 .  
Walker étudie dans les années 1870, d'abord avec William Sterndale Bennett à Londres puis avec Carl Tausig à Berlin et Giovanni Sgambati à Rome. En 1883, elle s'installe à Weimar et poursuit ses études avec Franz Liszt. Elle a également étudié avec Ludwig Deppe, Xaver Scharwenka et Adolf Henselt.
Après la mort de Henselt en 1889, elle s'établit à Fulham, à Londres, où elle enseigne la méthodologie du piano, mais meurt quatre ans plus tard.
Ses mémoires sont d’une importance durable[pas clair], elle y relate ses nombreuses rencontres avec d’importants musiciens. 